# 1985年のバレーボール
1985年のバレーボール（1985ねんのバレーボール）では、1985年（昭和60年）のバレーボール関連の出来事をまとめる。

## できごと
- 新・両国国技館開場のこの年、全日本女子チームが出場したバレーボールの国際試合が、国技館で開催された。

## 国際大会
- ワールドカップ
  - 男子
    - 金メダル： アメリカ合衆国
    - 銀メダル： ソビエト連邦
    - 銅メダル： チェコスロバキア

  - 女子
    - 金メダル： 中国
    - 銀メダル： キューバ
    - 銅メダル： ソビエト連邦

- 北中米選手権
  - 男子
    - 金メダル： アメリカ合衆国
    - 銀メダル： キューバ
    - 銅メダル： カナダ

  - 女子
    - 金メダル： キューバ
    - 銀メダル： アメリカ合衆国
    - 銅メダル： カナダ

- 欧州選手権
  - 男子
    - 金メダル： ソビエト連邦
    - 銀メダル： チェコスロバキア
    - 銅メダル： フランス

  - 女子
    - 金メダル： ソビエト連邦
    - 銀メダル： 東ドイツ
    - 銅メダル： オランダ

## 国内大会

### 日本
- 第18回日本リーグ

- - 男子
    - 1位：富士フイルム（20勝1敗）
    - 2位：サントリー（16勝5敗）
    - 3位：専売広島（15勝6敗）
    - MVP：杉本公雄

  - 女子
    - 1位：日立（21勝）
    - 2位：東洋紡（16勝5敗）
    - 3位：日本電気（14勝7敗）
    - MVP：中田久美

- 第34回黒鷲旗全日本選手権
  - 男子
    - 1位：サントリー
    - 2位：富士フイルム
    - 3位：日本たばこ
    - 黒鷲賞：ポール・グラットン

  - 女子
    - 1位：日立
    - 2位：日本電気
    - 3位：東洋紡
    - 黒鷲賞：石田京子

## 誕生
1月
- 1月16日 - 福田みつ子
- 1月21日 - セルゲイ・グランキン
- 1月24日 - ファビアナ・クラウジノ
- 1月30日 - 小野孝宏

2月
- 2月6日 - 名田篤史
- 2月12日 - 徳丸善基
- 2月14日 - アレクサンドル・ボルコフ
- 2月14日 - 中島敬介
- 2月25日 - 坂下麻衣子

3月
- 3月23日 - 林弘美
- 3月26日 - 中村かおり
- 3月26日 - 我妻剛
- 3月29日 - クリスティアネ・フュルスト

4月
- 4月20日 - 中野清香
- 4月20日 - 細川麻美

5月
- 5月11日 - 堀田理恵
- 5月14日 - 村田奈都美
- 5月17日 - 菅直哉
- 5月17日 - 山岡祐也
- 5月18日 - 眞恵子
- 5月21日 - 彦坂香奈
- 5月22日 - 柴小屋康行
- 5月23日 - 佐々木侑
- 5月25日 - キム・ミンジ

6月
- 6月4日 - 井上俊輔
- 6月5日 - 畦田若菜
- 6月5日 - 木村雅世
- 6月12日 - 河雲栄樹
- 6月14日 - 石橋健
- 6月19日 - ナターシャ・クルスマノビッチ
- 6月23日 - 高松未

7月
- 7月7日 - ヌットサラ・トムコム
- 7月11日 - 永野健
- 7月25日 - パク・チョルウ
- 7月28日 - ブリジトカ・モルナル
- 7月31日 - エヴァ・ヤネヴァ

8月
- 8月1日 - 矢野美子
- 8月2日 - 張芳赫
- 8月18日 - ストラーシミラ・フィリポヴァ
- 8月25日 - マルクス・ベーメ
- 8月27日 - 浅津ゆうこ
- 8月29日 - 濱口華菜里

9月
- 9月15日 - 鎌田智勝
- 9月18日 - 中道瞳
- 9月22日 - オルガ・クバシェビッチ
- 9月28日 - モハンマド・モハンマドカゼム

10月
- 10月2日 - 幡司一貴
- 10月3日 - 大山未希
- 10月18日 - ハムゼ・ザリニ
- 10月20日 - ミルサイード・マルーフ
- 10月25日 - 澤畠文子
- 10月30日 - アンナ・ポドレッツ

11月
- 11月1日 - 國近公太
- 11月15日 - 黒木陸
- 11月30日 - 長谷川暁子

12月
- 12月6日 - 筒井視穂子